# Біллі Бінгем
Біллі Бінгем (англ. Billy Bingham, 5 серпня 1931, Белфаст — 9 червня 2022) — північноірландський футболіст, півзахисник. По завершенні ігрової кар'єри — футбольний тренер, відомий насамперед багаторічною роботою на чолі збірної Північної Ірландії. Кавалер ордена Британської імперії.
Єдиний представник Північної Ірландії, що брав участь в усіх трьох чемпіонатах світу, на яких було представлено північноірландську збірну. 1958 року був гравцем національної команди, а в 1982 та 1986 — її наставником.

## Клубна кар'єра
У дорослому футболі дебютував 1949 року виступами за команду клубу «Гленторан», в якій провів один сезон.
Своєю грою за цю команду привернув увагу представників тренерського штабу клубу «Сандерленд», до складу якого приєднався 1950 року. Відіграв за клуб з Сандерленда наступні вісім сезонів своєї ігрової кар'єри. Більшість часу, проведеного у складі «Сандерленда», був основним гравцем команди.
Протягом 1958—1961 років захищав кольори команди клубу «Лутон Таун».
1961 року уклав контракт з клубом «Евертон», у складі якого провів наступні два роки своєї кар'єри гравця. Граючи у складі «Евертона» також здебільшого виходив на поле в основному складі команди.
Завершив професійну ігрову кар'єру у нижчоліговому клубі «Порт Вейл», за команду якого виступав протягом 1963—1965 років.

## Виступи за збірну
1951 року дебютував в офіційних матчах у складі збірної Північної Ірландії. Протягом кар'єри у національній команді, яка тривала 13 років, провів у формі головної команди країни 56 матчів, забивши 9 голів.
У складі збірної був учасником чемпіонату світу 1958 року у Швеції.

## Кар'єра тренера
Розпочав тренерську кар'єру відразу ж по завершенні кар'єри гравця, 1965 року, очоливши команду клубу «Саутпорт».
Вже за два роки, у жовтні 1967 року, молодого тренера було запрошено очолити тренерський штаб збірної Північної Ірландії. Паралельно з роботою у національній команді, яка тривала до 1971 року, працював на чолі команд англійського «Плімута», а згодом північноірландського «Лінфілда».
У вересні 1971 року прийняв пропозицію Грецької федерації футболу очолити національну збірну цієї країни. Очолювані Бінгемом елліни не змогли кваліфікуватися до фінальної частини чемпіонату Європи 1972 року, а за два роки, двічі програвши збірній Іспанії, залишилися поза фінальною частиною чемпіонату світу 1974 року. Після цього, у лютому 1973 року тренер залишив грецьку збірну.
Протягом 1973—1979 років працював у клубному футболі, очолював команди клубів «Евертон», ПАОК та «Менсфілд Таун».

### Епоха Бінгему у збірнії Північної Ірландії
У березні 1980 року Бінгем удруге очолив збірну Північної Ірландії, з якою цього разу пропрацював до завершення тренерської роботи у 1993 році. 1980-і роки стали періодом розквиту північноірландської збірної. 1980 року команду уперше в своїй історії здобула перемогу в Домашньому чемпіонаті Великої Британії, обігравши збірні Шотландії та Уельсу.
Згодом очолювана Бінгемом збірна вдало подолала кваліфікаційний турнір до фінальної частини чемпіонату світу 1982 року, для багатьох неочікувано перегравши зокрема збірні Швеції та Португалії. Безпосередньо на мундіалі північноірландці подолали перший груповий етап, по ходу якого звели унічию ігри проти збірних Югославії та Гондурасу та сенсаційно обіграли господарів турніру іспанців. На другому груповому етапі команда Бінгема поділила очки зі збірною Австрії та програла зірковій збірній Франції, після чого вибула з боротьби.
За чотири роки Бінгем зміг вивести збірну Північної Ірландії до фінальної частини другого поспіль мундіалю — чемпіонату світу 1986 року, що проходив у Мексиці. Жереб спрямував північноірландців до групи, в якій були два явних фаворити — бразильці та іспанці, які передбачувано посіли перші два рядки турнірної таблиці та продовжили боротьбу на турнірі. Північна Ірландія ж вибула вже на груповому етапі, записавши до свого активу лише нічию у грі проти алжирців.
Після мундіалю-1986 відразу кілька гравців збірної, серед яких її головні «зірки» Пет Дженнінгс та Джон О'Ніл, вирішили завершити кар'єру в збірній. Тож Бінгем був змушений почати будівництво багато в чому нової команди. Запрошені до збірної нові гравці не змогли повною мірою замінити її ветеранів, північноірландці невдало провели відбірні цикли до двох наступних чемпіонатів Європи та двох наступних чемпіонатів світу. Врешті-решт 1993 року Бінгем завершив свою багаторічну роботу в північноірландській збірній та тренерську роботу загалом.